# Promozione Umbria 1987-1988
Nella stagione 1987-1988 la Promozione era il sesto livello del calcio italiano ed il primo a livello regionale.
Il campionato era strutturato in vari gironi all'italiana su base regionale, gestiti dai Comitati Regionali di competenza. Promozioni alla categoria superiore e retrocessioni in quella inferiore non erano sempre omogenee; erano quantificate all'inizio del campionato dal Comitato Regionale secondo le direttive stabilite dalla Lega Nazionale Dilettanti, ma flessibili in relazione al numero delle società umbre retrocesse dal Campionato Interregionale, per quanto riguarda la zona retrocessione .
Qui vi sono le statistiche relative al campionato in Umbria.

## Squadre partecipanti
| Squadra              | Città (provincia)                  | Stagione 1986-1987                                                   |
| -------------------- | ---------------------------------- | -------------------------------------------------------------------- |
| Bastardo             | Bastardo di Giano dell'Umbria (PG) | 2º in Promozione Umbra                                               |
| Bastia               | Bastia Umbra (PG)                  | 11º in Promozione Umbra                                              |
| Deruta               | Deruta (PG)                        | 2° in Prima Categoria Umbria/A, promosso dopo spareggio inter-girone |
| Ellera               | Ellera di Corciano (PG)            | 5º in Promozione Umbra                                               |
| Foligno              | Foligno (PG)                       | 16º nel Campionato Interregionale/F, retrocesso                      |
| Gualdo               | Gualdo Tadino (PG)                 | 3º in Promozione Umbra                                               |
| Lama                 | Lama di San Giustino (PG)          | 12º in Promozione Umbra                                              |
| Mar.Col.             | Marcellano di Gualdo Cattaneo (PG) | 7º in Promozione Umbra                                               |
| Nuova Virtus Spoleto | Spoleto (PG)                       | 8º in Promozione Umbra                                               |
| Orvietana            | Orvieto (TR)                       | 4º in Promozione Umbra                                               |
| Petrignano           | Petrignano di Assisi (PG)          | 1° in Prima Categoria Umbria/B, promosso                             |
| Pianello             | Pianello di Perugia                | 9º in Promozione Umbra                                               |
| Spoleto              | Spoleto (PG)                       | 10º in Promozione Umbra                                              |
| Tavernelle           | Tavernelle di Panicale (PG)        | 1° in Prima Categoria Umbria/A, promosso                             |
| Todi                 | Todi (TR)                          | 13º in Promozione Umbra                                              |
| Valfabbrica          | Valfabbrica (TR)                   | 6º in Promozione Umbra                                               |

## Classifica finale
|  | Pos. | Squadra              | Pt | G  | V  | N  | P  | GF | GS | DR  |
|  | ---- | -------------------- | -- | -- | -- | -- | -- | -- | -- | --- |
|  | 1.   | Bastia               | 48 | 30 | 20 | 8  | 2  | 37 | 12 | +25 |
|  | 2.   | Gualdo               | 46 | 30 | 18 | 10 | 2  | 44 | 15 | +29 |
|  | 3.   | Ellera               | 37 | 30 | 13 | 11 | 6  | 41 | 29 | +12 |
|  | 4.   | Bastardo             | 36 | 30 | 13 | 10 | 7  | 46 | 32 | +14 |
|  | 5.   | Orvietana            | 32 | 30 | 11 | 10 | 9  | 34 | 32 | +2  |
|  | 6.   | Mar.Col.             | 32 | 30 | 13 | 6  | 11 | 37 | 38 | -1  |
|  | 7.   | Foligno              | 31 | 30 | 10 | 11 | 9  | 33 | 33 | 0   |
|  | 8.   | Valfabbrica          | 30 | 30 | 11 | 8  | 11 | 32 | 28 | +4  |
|  | 9.   | Nuova Virtus Spoleto | 27 | 30 | 8  | 11 | 11 | 25 | 29 | -4  |
|  | 10.  | Petrignano           | 27 | 30 | 6  | 15 | 9  | 17 | 24 | -7  |
|  | 11.  | Deruta               | 26 | 30 | 9  | 8  | 13 | 30 | 36 | -6  |
|  | 12.  | Pianello             | 25 | 30 | 6  | 13 | 11 | 29 | 34 | -5  |
|  | 13.  | Spoleto              | 24 | 30 | 7  | 10 | 13 | 32 | 47 | -15 |
|  | 14.  | Lama                 | 22 | 30 | 7  | 8  | 15 | 26 | 38 | -12 |
|  | 15.  | Todi                 | 20 | 30 | 6  | 8  | 16 | 26 | 39 | -13 |
|  | 16.  | Tavernelle           | 17 | 30 | 3  | 11 | 16 | 23 | 47 | -24 |

Legenda:

      Promossa nel Campionato Interregionale 1988-1989.
      Retrocessa in Prima Categoria Umbra 1988-1989.
Note:

Due punti a vittoria, uno a pareggio, zero a sconfitta.
Regolamento:

Il Foligno ed il Gualdo sono stati poi ammessi nel Campionato Interregionale.
Il Lama ed il Todi sono stati successivamente ripescati a completamento dell'organico.